# Killeshandra
Killeshandra (iriska: Cill na Seanrátha, vilket betyder "kyrkan av gamla fort") är en stad i Cavan i Irland vid korsningen mellan vägarna R199 och R201. År 1841 hade staden en befolkning på över 12 500 men idag bor färre än 500 personer i staden.